# Marc Didden

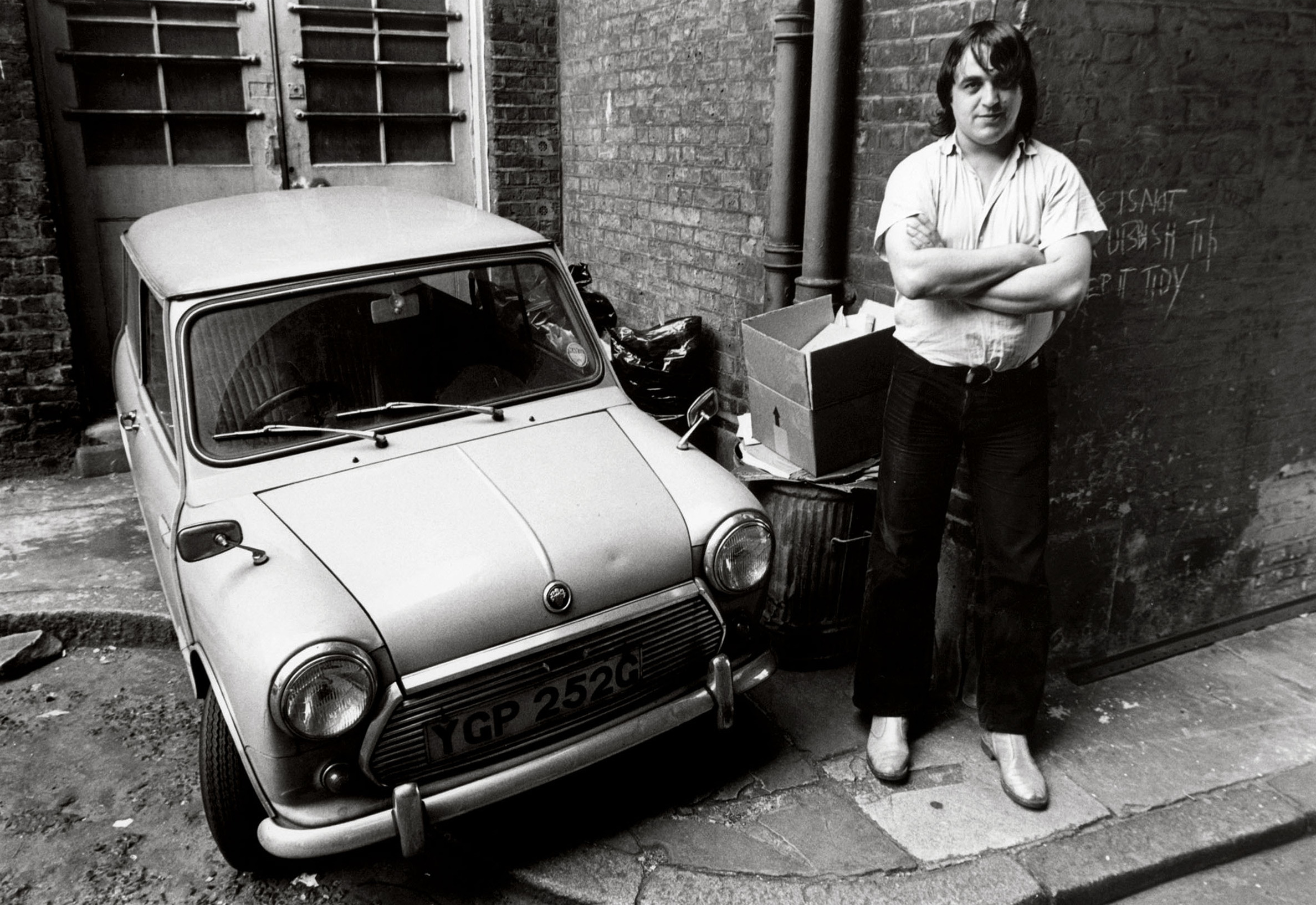
Marc Didden (Londen 1977).

Marc Didden (Hamont, 28 juli 1949) is een Belgisch filmregisseur, scenarist, rockjournalist, docent, publicist en columnist.

## Biografie
Toen hij amper twee jaar was, verhuisde zijn familie naar Brussel. Na zijn Grieks-Latijnse humaniorajaren, eerst in het Sint-Jan Berchmanscollege en later in het Koninklijk Atheneum van Etterbeek, volgde Marc Didden de opleiding Dramaturgie en Regie aan het RITCS. Hij studeerde er af met een proefschrift over Hugo Claus' toneel en een regie van Claus' bewerking van Cyriel Tourneurs The Revenger's Tragedy. Later zou hij via een omweg in de journalistiek in de filmwereld terechtkomen. 
In de jaren zeventig was hij vooral actief als journalist en muziekcriticus bij het weekblad Humo en interviewde tal van internationale rockartiesten.
Tussen 1983 en 1992 maakte hij vier films naar eigen scenario's: Brussels by Night, Istanbul, Sailors don't cry en Mannen maken plannen. Hij werkte ook mee aan andere films als scenarioschrijver en acteur. Zo schreef hij samen met regisseur Dominique Deruddere mee aan de films "Crazy Love" en "Hombres Complicados". Tal van deze films wonnen nationale en internationale prijzen, onder meer op het filmfestival van San Sebastian.
Voor Canvas draaide Didden ook een documentaire over zwaarlijvigheid : "Dikke Vrienden".
Voor VTM schreef hij de series "De Kavijaks" (regie: Stijn Coninx), "De Koning Van De Wereld" (regie: Guido Henderickx): Aan de VRT (Eén) leverde hij het scenario voor "De Smaak Van De Keyser" (regie Frank Van Passel & Jan Matthys), een van de meest bekroonde tv-series uit de geschiedenis van de Vlaamse Openbare Omroep.
Marc Didden publiceerde o.a. twee bundels persinterviews "Enkele Interviews" en "May I Quest You An Askion ?", een handleiding voor scenarioschrijven "Over De Noodzakelijkheid Van Zitvlees", een selectie uit zijn columns voor De Morgen "Het Verdriet Van De Mediawatcher", een lang essay over Hugo Claus ( "Een Hommage" ) en, als Brusselkenner, een reeks persoonlijke verhalen over de hoofdstad, "Een Gehucht In Een Moeras". In 2022 verscheen zijn boek Over Cinema bij uitgeverij Luster. 

## Filmregisseur
Voor deze films:
- Brussels by Night (1983);
- Istanbul (1985);
- Sailors Don't Cry (1988);
- Mannen maken plannen (1993);
- Bruxelles mon amour (2001, coregisseur).